# Янг, Джордж (легкоатлет, 1885)
Джордж Уильям Янг (англ. George William Young; 19 апреля 1885, Фулем, Оссулстоун — 2 июня 1952, Аделаида) — британский легкоатлет, выступавший в беге на короткие и средние дистанции. Участник летних Олимпийских игр 1908 года.

## Биография
Джордж Янг родился 19 апреля 1885 года в лондонском районе Фулем.
Выступал в соревнованиях по лёгкой атлетике за «Беллахьюстон Харриерз» из Глазго. Трижды выигрывал медали чемпионата Шотландии: в 1908 году завоевал бронзу в беге на 440 ярдов, в 1909 году — серебро в беге на 440 ярдов и бронзу в беге на 220 ярдов.
В 1908 году вошёл в состав сборной Великобритании на летних Олимпийских играх в Лондоне. В беге на 400 метров выиграл четвертьфинал с результатом 52,4 секунды, а в полуфинале занял последнее, 4-е место.
В 1909 году занял 2-е место в беге на 440 ярдов в матче сборных Шотландии и Ирландии.
Участвовал в Первой мировой войне. Был лейтенантом 4-й австралийской дивизионной колонны снабжения. Награждён Военным крестом.
Умер 2 июня 1952 года в австралийском городе Аделаида.

## Личные рекорды
- Бег на 400 метров — 52,4 (1908)[1]
- Бег на 440 ярдов — 52,1 (1909)[1]